# گورو نایا
گورو نایا (انگلیسی: Gorō Naya; ۱۷ نوامبر ۱۹۲۹ – ۵ مارس ۲۰۱۳) بازیگر، کارگردان نمایش، و صداپیشگی در ژاپن اهل ژاپن بود. وی بین سال‌های ۱۹۵۱ تا ۲۰۱۲ میلادی فعالیت می‌کرد.